# バニシング・ポイント (アルバム)
『バニシング・ポイント』(Vanishing Point) は、イギリスのロックバンド、プライマル・スクリームのアルバム。

## 解説
アルバムタイトルは1971年公開のアメリカ映画『バニシング・ポイント』から採られている。先行シングルの「コワルスキー（Kowalski）」は同映画の主人公の名からタイトルがつけられ、劇中からサンプリングされた台詞が散りばめられた。同映画を模したプロモーションビデオは、アーヴィン・ウェルシュの監修でダグラス・ハートが監督を務め、モデルのケイト・モスが出演した。8分を超すインストゥルメンタル楽曲「トレインスポッティング（Trainspotting）」は同名映画に提供され、同作のサウンドトラックにも収録されている。
本作より、元ザ・ストーン・ローゼズのマニことゲイリー・モンフィールドが加入し、「コワルスキー」、「モーターヘッド（Motörhead）」の2曲でベースを弾いている。ダブの影響が色濃い作風で、後にエイドリアン・シャーウッドがダブ・リミックスしたアルバム『エコー・デック』も制作された。2009年に日本限定で発売された紙ジャケット仕様の2枚組リマスター盤には、アルバムに関する一連のシングルリリースのB面曲に加えて、現在まで他のアルバム未収録のOn-Uサウンド、アーヴィン・ウェルシュと共作したシングル「ザ・ビッグ・マン&ザ・スクリーム・チーム・ミート・ザ・バーミー・アーミー・アップタウン（The Big Man and the Scream Team Meet the Barmy Army Uptown）」中の楽曲も収録された。

## 収録曲
| #   | タイトル                                                   | 作詞・作曲                                     | 時間 |
| --- | ---------------------------------------------------------- | ---------------------------------------------- | ---- |
| 1.  | 「バーニング・ウィール」(Burning Wheel)                    | ギレスピー/イネス/ヤング                       | 7:07 |
| 2.  | 「ゲット・ダフィー」(Get Duffy)                            | ギレスピー/イネス/ヤング                       | 4:09 |
| 3.  | 「コワルスキー」(Kowalski)                                 | ギレスピー/イネス/ヤング/ダフィ/モンフィールド | 5:51 |
| 4.  | 「スター」(Star)                                           | ギレスピー/イネス/ヤング                       | 4:24 |
| 5.  | 「イフ・ゼイ・ムーヴ、キル・エム」(If They Move, Kill 'Em) | ギレスピー/イネス/ヤング                       | 3:02 |
| 6.  | 「アウト・オブ・ザ・ヴォイド」(Out of the Void)            | ギレスピー/イネス/ヤング                       | 3:58 |
| 7.  | 「STUKA」(原題同じ)                                        | ギレスピー/イネス/ヤング                       | 5:37 |
| 8.  | 「メディケイション」(Medication)                           | ギレスピー/イネス/ヤング                       | 3:53 |
| 9.  | 「モーターヘッド」(Motörhead)                              | レミー・キルミスター                           | 3:39 |
| 10. | 「トレインスポッティング」(Trainspotting)                  | ギレスピー/イネス/ヤング                       | 8:07 |
| 11. | 「ロング・ライフ」(Long Life)                              | ギレスピー/イネス/ヤング                       | 3:51 |
| 12. | 「ジーザス」(Jesus / 日本盤ボーナストラック)               | ギレスピー/イネス/ヤング                       | 4:29 |

### 2009年リマスター盤
| #   | タイトル                                                                     | 作詞・作曲                                     | 時間 |
| --- | ---------------------------------------------------------------------------- | ---------------------------------------------- | ---- |
| 1.  | 「バーニング・ウィール」(Burning Wheel)                                      | ギレスピー/イネス/ヤング                       | 7:07 |
| 2.  | 「ゲット・ダフィー」(Get Duffy)                                              | ギレスピー/イネス/ヤング                       | 4:09 |
| 3.  | 「コワルスキー」(Kowalski)                                                   | ギレスピー/イネス/ヤング/ダフィ/モンフィールド | 5:51 |
| 4.  | 「スター」(Star)                                                             | ギレスピー/イネス/ヤング                       | 4:24 |
| 5.  | 「イフ・ゼイ・ムーヴ、キル・エム」(If They Move, Kill 'Em)                   | ギレスピー/イネス/ヤング                       | 3:02 |
| 6.  | 「アウト・オブ・ザ・ヴォイド」(Out of the Void)                              | ギレスピー/イネス/ヤング                       | 3:58 |
| 7.  | 「STUKA」(原題同じ)                                                          | ギレスピー/イネス/ヤング                       | 5:37 |
| 8.  | 「メディケイション」(Medication)                                             | ギレスピー/イネス/ヤング                       | 3:53 |
| 9.  | 「モーターヘッド」(Motörhead)                                                | レミー・キルミスター                           | 3:39 |
| 10. | 「トレインスポッティング」(Trainspotting)                                    | ギレスピー/イネス/ヤング                       | 8:07 |
| 11. | 「ロング・ライフ」(Long Life)                                                | ギレスピー/イネス/ヤング                       | 3:51 |
| 12. | 「ジーザス」(Jesus)                                                          | ギレスピー/イネス/ヤング                       | 4:29 |
| 13. | 「権利主張」(Know Your Rights)                                               | ストラマー/ジョーンズ                          | 4:17 |
| 14. | 「96ティアーズ」(96 Tears)                                                   | ルビー・マルティネス                           | 2:56 |
| 15. | 「レベル・ダブ」(Rebel Dub)                                                  | ギレスピー/イネス/ヤング                       | 5:20 |
| 16. | 「ハウ・ダズ・イット・フィール・トゥ・ビロング」(How Does it Feel to Belong) | ギレスピー/イネス/ヤング                       | 5:36 |

| #  | タイトル                                                                      | 作詞・作曲                                     | 時間  |
| -- | ----------------------------------------------------------------------------- | ---------------------------------------------- | ----- |
| 1. | 「フル・ストレングス・フォーティファイド・ダブ」(Full Strength Fortified Dub) | プライマル・スクリーム/ウェルシュ/On-Uサウンド | 4:23  |
| 2. | 「エレクトリック・ソープ・ダブ」(Electric Soup Dub)                           | プライマル・スクリーム/ウェルシュ/On-Uサウンド | 4:29  |
| 3. | 「ジェイク・シュープリーム」(A Jake Supreme)                                  | プライマル・スクリーム/ウェルシュ/On-Uサウンド | 2:01  |
| 4. | 「コワルスキー」(Automator Mix)                                               | ギレスピー/イネス/ヤング/ダフィ/モンフィールド | 5:12  |
| 5. | 「STUKA」(Two Lone Swordsmen Mix)                                             | ギレスピー/イネス/ヤング                       | 10:15 |
| 6. | 「バーニング・ウィール」(Chemical Bros. Mix)                                  | ギレスピー/イネス/ヤング                       | 7:17  |
| 7. | 「イフ・ゼイ・ムーヴ、キル・エム」(12" Disco Mix)                             | ギレスピー/イネス/ヤング                       | 5:43  |
| 8. | 「ダークランズ」(Draklands)                                                   | リード/リード                                  | 6:10  |
| 9. | 「バッドランズ」(Badlands)                                                    | リード/リード                                  | 7:31  |

## 参加ミュージシャン
| バンド - ボビー・ギレスピー - アンドリュー・イネス - ロバート・ヤング - マーティン・ダフィ - ゲイリー・モーンフィールド - ポール・マルリーニー | ゲスト - マルコ・ネルソン - ベース（1、4、5、7） - オーガスタス・パブロ - 鍵盤ハーモニカ（4） - グレン・マトロック - ベース（8） - パンディット・ディネッシュ - タブラ（4、6） - ダンカン・マッケイ - トランペット（2、5） - ジム・ハント - サクソフォーン（2、5） - ウェイン・ジャクソン - トランペット（4） - アンドリュー・ラヴ - サクソフォーン（4） - イアン・ディクソン - バスクラリネット（2） - ポール・ハート - ハーモニカ（8）、ドルーグ・シンセサイザー（9） |

## 各国での発売形態
| 国       | 日付          | レーベル                                      | 発売形態            | カタログ番号           |
| -------- | ------------- | --------------------------------------------- | ------------------- | ---------------------- |
| イギリス | 1997年6月30日 | クリエイション・レコーズ                      | 2LP                 | CRELP 178/SCR 487538 1 |
| イギリス | 1997年7月1日  | クリエイション・レコーズ                      | カセット            |                        |
| イギリス | 1997年7月7日  | クリエイション・レコーズ                      | CD                  | CRECD 178              |
| イギリス | 1997年7月11日 | クリエイション・レコーズ                      | MD                  | SCR 487538 8           |
| 日本     | 1997年6月25日 | エピックレコードジャパン                      | CD                  | ESCA 6792              |
| 日本     | 1997年9月1日  | エピックレコードジャパン                      | CD                  | ESCA 6688              |
| 日本     | 2009年1月14日 | ソニー・ミュージックエンタテインメント (日本) | 2CD（紙ジャケット） | SICP-1895              |
| アメリカ | 1997年7月15日 | サイアー・レコーズ/リプリーズ・レコード       | CD                  | 9 46559-2              |